# 鎮海門 (台南市)
鎮海門（ちんかいもん、繁体字中国語: 鎮海門）は、清朝に建てられた台湾府城に14ある城門のうちの一つ。台湾府城大西門（たいわんふじょうだいせいもん、繁体字中国語: 臺灣府城大西門）としても知られる。1723年に建造され、1788年の林爽文事件の後に五條港地区に移設された。鎮海門は日本統治時代の1907年に西門路を開設したことに伴い、撤去された。現在は台南市の民権路と西門路の交差点となっている。この幹線道路は現在、民権路および和平街として機能している。